# اشکفت دودر (چرام)
اشکفت دودر یک روستا در ایران است که در دهستان پشته ذیلایی شهرستان چرام در استان کهگیلویه و بویراحمد واقع شده‌است. اشکفت دودر ۲۶ نفر جمعیت دارد.

## جمعیت
این روستا در بخش سرفاریاب قرار دارد و براساس سرشماری مرکز آمار ایران در سال ۱۳۸۵، جمعیت آن ۲۶ نفر (۶ خانوار) بوده‌است.